# Microsoft-Telefonsystem
Das Microsoft-Telefonsystem bildet die technische Grundlage für Anrufe in Microsoft Teams. Beim Anwender sind außer einem tauglichen Kommunikationsendgerät (PC, Tabletcomputer, Smartphone mit Microsoft-Teams-Client) keine weiteren Geräte erforderlich und ist ein Ersatz für herkömmliche Telefonanlagen. Es bietet grundlegende Anruffunktionen auf welche Unternehmen Wert legen. Das Telefonsystem ermöglicht Anrufsteuerung und Telefonanlagenfunktionen in der Office 365-Cloud mit Microsoft Teams und Skype for Business Online.
Damit eingehende oder ausgehende Anrufe mit dem Microsoft-Telefonsystem verarbeitet werden können, müssen diese durch Direct Routing über einen Session Boarder Controller (SBC) verarbeitet werden. Dabei gibt es die Optionen den Session Boarder Controller selbst zu betreiben oder einen Microsoft Teams Direct Routing Provider zu nutzen. Man kann Microsoft Teams auch über einen SIP Trunk nutzen. Die Zusammenführung der Telefonanlage mit Microsoft Teams durch einen SIP Trunk ermöglicht es, bestehende Rufnummern und Durchwahlen sowie den Telefonanlagenanbieter zu behalten.

## Funktionen

### Automatische Telefonzentrale
Mit dieser Option kann ein individuelles Telefon-Menü-System erstellt werden, welches es externen und internen Anrufern ermöglicht, Anrufe an Unternehmensbenutzer oder Abteilungen in einer Organisation zu suchen und dort zu platzieren oder zu übertragen.

### Anrufwarteschlangen
Mit dieser Option kann konfiguriert werden, wie Anrufwarteschlangen für eine Organisation verwaltet werden. Optionen sind beispielsweise:
- Begrüßungen
- Musik
- Suche nach dem nächsten verfügbaren Teilnehmer

### Wartemusik
Gibt eine vom Microsoft-Telefonsystem definierte Standardmusik wieder, wenn ein externer Anruf über das öffentlich geschaltete Telefonnetz (PSTN) in Wartestellung gesetzt wird.

### Anrufannahme
Anruf annehmen/initiieren (nach Name und Nummer) ermöglicht Benutzern, eingehende Anrufe per Tastendruck zu beantworten und ausgehende Anrufe zu tätigen, indem sie entweder die vollständige Telefonnummer wählen oder im Microsoft-Team-Client auf einen Namen klicken.

### Anrufweiterleitung
Benutzer können Weiterleitungsregeln einrichten, damit Anrufe überall mitgehen können oder Anrufe an Kollegen oder Voicemail weitergeleitet werden können.

### Gruppenanruf, Weiterleiten
Gruppenanruf Abholung und Weiterleiten an Gruppe ermöglicht es Benutzern von Microsoft Teams eingehende Anrufe an Kollegen (Gruppe von Kollegen = Team) weiterzuleiten, damit die Kollegen Anrufe in Abwesenheit des Benutzers annehmen können. Dies ist weniger störend für Empfänger als andere Formen der Anruffreigabe (wie Anrufweiterleitung oder gleichzeitiges Klingeln), da Benutzer konfigurieren können, wie sie über einen eingehenden freigegebenen Anruf benachrichtigt werden möchten.

### Übertragen
Übertragen eines Anrufs und einer  Übertragung zu einem anderen Endgerät ermöglicht die Übertragung von laufenden Anrufen an eine andere Person. Oder an ein anderes Endgerät, wenn zum Beispiel das Büro verlassen wird,  die Unterhaltung jedoch fortsetzen werden soll. Der Anruf kann jederzeit von einem PC oder IP-Telefon an ein Mobilgerät übertragen werden.

### Anrufparken
Parken von Anrufen und Holen ermöglicht Benutzern, einen Anruf in der Teams-App zu halten. Wenn ein Anruf abgestellt wird, generiert der Service einen eindeutigen Code für den Abruf des Anrufs. Der Benutzer, welcher den Anruf abgestellt hat, oder eine andere Person welchen diesen entparken möchte, kann diesen Code mit einer unterstützte APP oder einem unterstützten Gerät verwenden, um den Anruf abzurufen.